# Nana Yaa Kyere
Nana Yaa Kyere (* 28. März 1991) ist eine deutsche Comiczeichnerin. Ihre stilistisch an den japanischen Comic angelehnten Werke erschienen als Webcomic oder bei wechselnden deutschen Verlagen. Ihre Serie Goldfisch wurde auch international verlegt.

## Werdegang
Kyere besuchte das Georg-Büchner-Gymnasium in Kaarst. Ihr Studium in Düsseldorf schloss Kyere 2015 mit einem Bachelor in Kommunikationsdesign ab. Sie lebt und arbeitet in Neuss.
Seit ihrer Kindheit zeichnet Kyere gerne. Als Pokémon und weitere Animeserien und Mangas nach Deutschland kamen, entschied sie sich zum Zeichnen von Comics im Mangastil. Mit der Kurzgeschichte Batterie gewann sie 2008 den Wettbewerb MangaMagie und wurde daraufhin von Stefan Raab zu TV total eingeladen, wo sie erstmals einem breiten Publikum bekannt wurde. Auf acht Seiten erzählt Batterie über einen dunkelhäutigen Jungen, der im Zug rassistisch beleidigt wird, das jedoch mit Aufsetzen seiner Kopfhörer ignoriert.
Mit dem Comic Patina erschien 2010 bei Knaur Kyeres erste Veröffentlichung bei einem Verlag. 2013 folgte einecNeuauflage  des Bandes und eine Fortsetzung bei Delfinium Prints. Die Handlung der Serie dreht sich um ein sportliches, selbstverliebtes Mädchen, das in eine Videospiel-Welt gezogen wird und darin Abenteuer erlebt. Im ebenfalls 2013 erschienenen Webcomic High Angle zeigt Kyere exemplarisch, wie ein Shōnen-Manga funktioniert und entwickelte aus der Parodie heraus eine Comedy- und Sport-Geschichte über Schüler, die Drachensteigen als Vereinssport betreiben. Gedruckt in einem Band wurde die Geschichte auf deutschen Conventions direkt verkauft sowie vom Kleinverlag Neon Comics vertrieben. Dort erschienen auch mehrere Bände des Webcomcis Hockey Homo, der später in Crushed!! umbenannt wurde und auch ins Englische übersetzt wurde.
Ihre am japanischen Shōnen-Manga orientierte Serie Goldfisch erschien von 2016 bis 2019 in drei Bänden bei Tokyopop und wurde 2017 mit dem AnimaniA Awards in der Kategorie Bester Manga National ausgezeichnet sowie in zwei Sprachen übersetzt.

## Arbeitsweise und Stil
Während Kyere zu Beginn ihrer Arbeit an High Angle 2012 noch vor allem mit Fineliner arbeitete, wechselte sie während der Serie zu Grafiktablett und Photoshop. Bereits für Batterie hatte sie wechselnd mit Bleistift gearbeitet und am Computer nachbearbeitet oder koloriert. Für Goldfisch arbeitete sie mit Bleistift am Storyboard und tuschte per Hand, aber erstellte Skizzen, Zeichnungen und Endfassung digital auf gescannten Storyboard- und Tuschezeichnungen. Eines ihrer Vorbilder im Erzählstil und Humor ist die japanische Zeichnerin Rumiko Takahashi.
Im ICOM-Jahrbuch 2014 wird ihr Stil als dynamisch und locker beschrieben, mit genregerechtem Humor. Den Stil in der Serie Goldfisch beschrieb der Tagesspiegel als „ausgefeilt und beeindrucken[d] durch differenziert herausgearbeitete Figuren mit expressiver Mimik und akribisch ausgeführte[n] Hintergründe[n], die dank fein abgestufter Rasterungen viel Tiefe vermitteln“. Die exakte Linienführung würde durch Chibi-Einlagen aufgelockert, die Panelstruktur sei abwechslungsreich und erzeuge „durch wechselnde Bildformate und aufbrechende Rahmen zusätzlich Dynamik“.

## Bibliografie
- Patina (2010, 2014 bei Knaur/Delfinium, 2 Bände)
- Was ist Elemant-Dimenstion? (2013, Beitrag in Shounen Phalanx 1, Delfinium)
- Goldfisch (2016–2019 bei Tokyopop, 3 Bände)

Kleinverlag/Webcomics
- High Angle (2013, Webcomic und bei Neon Comics, 1 Band)
- Brave and Safe (2014 bei Neon Comics, 1 Band)
- Crushed!! (ursprgl. Hockey Homo, seit 2014, Webcomic und bei Neon Comics, 4 Bände)
- MCS* (2015, Webcomic)
- Java Bonds (seit 2017, Webcomic)